# ボルゲット・サント・スピーリト
ボルゲット・サント・スピーリト(イタリア語: Borghetto Santo Spirito)は、イタリア共和国リグーリア州サヴォーナ県にある、人口約4,600人の基礎自治体（コムーネ）。

## 地理

### 位置・広がり

#### 隣接コムーネ
隣接するコムーネは以下の通り。
- ボイッサーノ
- チェリアーレ
- ロアーノ
- トイラーノ

### 地震分類
イタリアの地震リスク階級 (it) では、3 に分類される
。